# Humble Green
Humble Green – przysiółek w Anglii, w hrabstwie Suffolk, w dystrykcie Babergh. Leży 7,2 km od miasta Sudbury, 23,4 km od miasta Ipswich i 88,7 km od Londynu.